# Errare humanum est, perseverare autem diabolicum
La locuzione latina errare humanum est, perseverare autem diabolicum  tradotta letteralmente significa  "errare è umano, ma perseverare (nell'errore) è diabolico". 

## Significato
La frase è entrata nel linguaggio comune, come aforisma, col quale si cerca di attenuare una colpa, un errore, purché sporadico e non ripetuto. 
Il significato è chiaro: l'errare è parte della natura umana. Questo, però, non può essere inteso come attenuante di responsabilità per una reiterazione dello sbaglio, quanto piuttosto un mezzo per imparare dall'esperienza.

## Attribuzione
Sostanzialmente, si rifà (anche se non in modo letterale) a un'espressione di sant'Agostino, anche se esistono diversi antecedenti in latino precristiano. 
Quello che più si avvicina risale a Cicerone (Filippiche, XII. 5): Cuiusvis hominis est errare: nullius nisi insipientis, in errore perseverare ("è cosa comune l'errare; è solo dell'ignorante perseverare nell'errore"). Più sfumato Livio (Storie, VIII.35): Venia dignus est humanus error ("ogni errore umano merita perdono").
L'attribuzione che da più parti viene fatta di una frase simile a Seneca il Vecchio (55 a.C. ca. - 40 d.C.) sembra basata su una lezione errata del testo ("Humanum est errare" invece di "per humanos errores").
La prima fonte cristiana a contenere una frase analoga è san Gerolamo ("errasse humanum est", Epist. 57.12). In seguito, sant'Agostino d'Ippona nei suoi Sermones (164, 14) afferma: Humanum fuit errare, diabolicum est per animositatem in errore manere ("cadere nell'errore è stato proprio dell'uomo, ma è diabolico insistere nell'errore per superbia").